# Doorn (Oudenaarde)
Doorn is een straat in Eine en Mullem, deelgemeenten van de Belgische stad Oudenaarde in de Vlaamse Ardennen. De straat is een onderdeel van de weg van Eine naar Lede.
De weg begint op grondgebied Eine aan de gewestweg N60. Het eerst stuk is een asfaltweg door het industriepark De Bruwaan en een woonzone. Het laatste stuk van ruim anderhalve kilometer is een landelijke kasseiweg.

## Geschiedenis
Het tracé van de Doorn is al weergegeven op de Ferrariskaart uit de jaren 1770.
In 1995 werd de Doorn samen met tientallen andere kasseiwegen beschermd als monument.

## Wielrennen
De Doorn wordt soms opgenomen in het parcours van de Vlaamse voorjaarsklassieker in het wielrennen, zoals de Ronde van Vlaanderen. De kasseistrook is zo'n 1650 meter lang. De laatste jaren is de strook ook opgenomen in het parcours van Dwars door Vlaanderen. Ook zit de strook in Nokere Koerse.
De kasseistrook is ook opgenomen in de gele lus van de recreatieve fietsroute Ronde van Vlaanderenroute.